# 埃斯库
埃斯库（法語：Escou，法語發音：[ɛsku]）是法国大西洋比利牛斯省的一个市镇，属于奥洛龙-圣玛丽区。

## 地理
埃斯库（43°10'56"N, 0°32'11"W）面积6.19 平方千米，位于法国新阿基坦大区大西洋比利牛斯省，该省份为法国东南部省份，涵盖了贝阿恩与北巴斯克，西临大西洋比斯開灣，北至朗德省，东北接热尔省，东临上比利牛斯省，南与西班牙接壤。
与埃斯库接壤的市镇（或旧市镇、城区）包括：埃斯库特、埃雷尔、拉瑟布、奥热莱班。

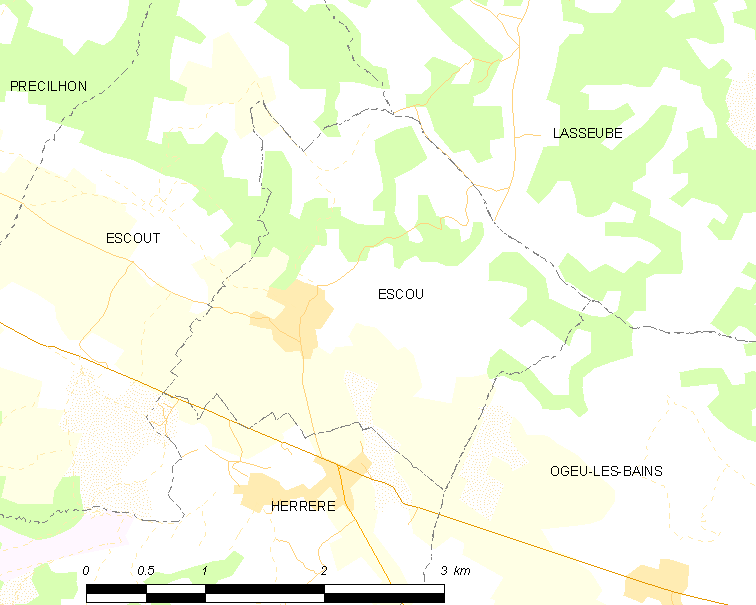
埃斯库的OSM定位图

埃斯库的时区为UTC+01:00、UTC+02:00（夏令时）。

## 行政
埃斯库的邮政编码为64870，INSEE市镇编码为64207。

## 政治
埃斯库所属的省级选区为奥洛龙-圣玛丽第二县。

## 人口

1962-2008年间埃斯库人口变化图示

埃斯库于2022年1月1日时的人口数量为430人。